# Peter Tschentscher
Peter Tschentscher (Bréma, 1966. január 20. –) német politikus. 2018. március 28-tól Hamburg első polgármestere.
Tschentscher 1989-től az SPD tagja. 2007 és 2018 között Hamburg-Nord kerületben a pártszervezet elnöke volt. 2008 februárja óta a tartományi parlament ("Bürgerschaft") tagja.

## Fordítás
- Ez a szócikk részben vagy egészben  a   Peter Tschentscher című dán Wikipédia-szócikk fordításán alapul.  Az eredeti cikk szerkesztőit annak laptörténete sorolja fel. Ez a jelzés csupán a megfogalmazás eredetét és a szerzői jogokat jelzi, nem szolgál a cikkben szereplő információk forrásmegjelöléseként.
- Ez a szócikk részben vagy egészben  a   Peter Tschentscher című német Wikipédia-szócikk fordításán alapul.  Az eredeti cikk szerkesztőit annak laptörténete sorolja fel. Ez a jelzés csupán a megfogalmazás eredetét és a szerzői jogokat jelzi, nem szolgál a cikkben szereplő információk forrásmegjelöléseként.